# Maison d'Auguste Comte
La Maison d’Auguste Comte est un appartement-musée, situé au 10, rue Monsieur-le-Prince, dans le 6e arrondissement de Paris, dans lequel vécut le philosophe, fondateur du positivisme français, Auguste Comte (1798-1857), de 1841 jusqu’à sa mort en 1857.

## L'appartement au temps d'Auguste Comte et du positivisme (1841-1954)

### L’appartement du vivant de Comte (1841-1857)[2]

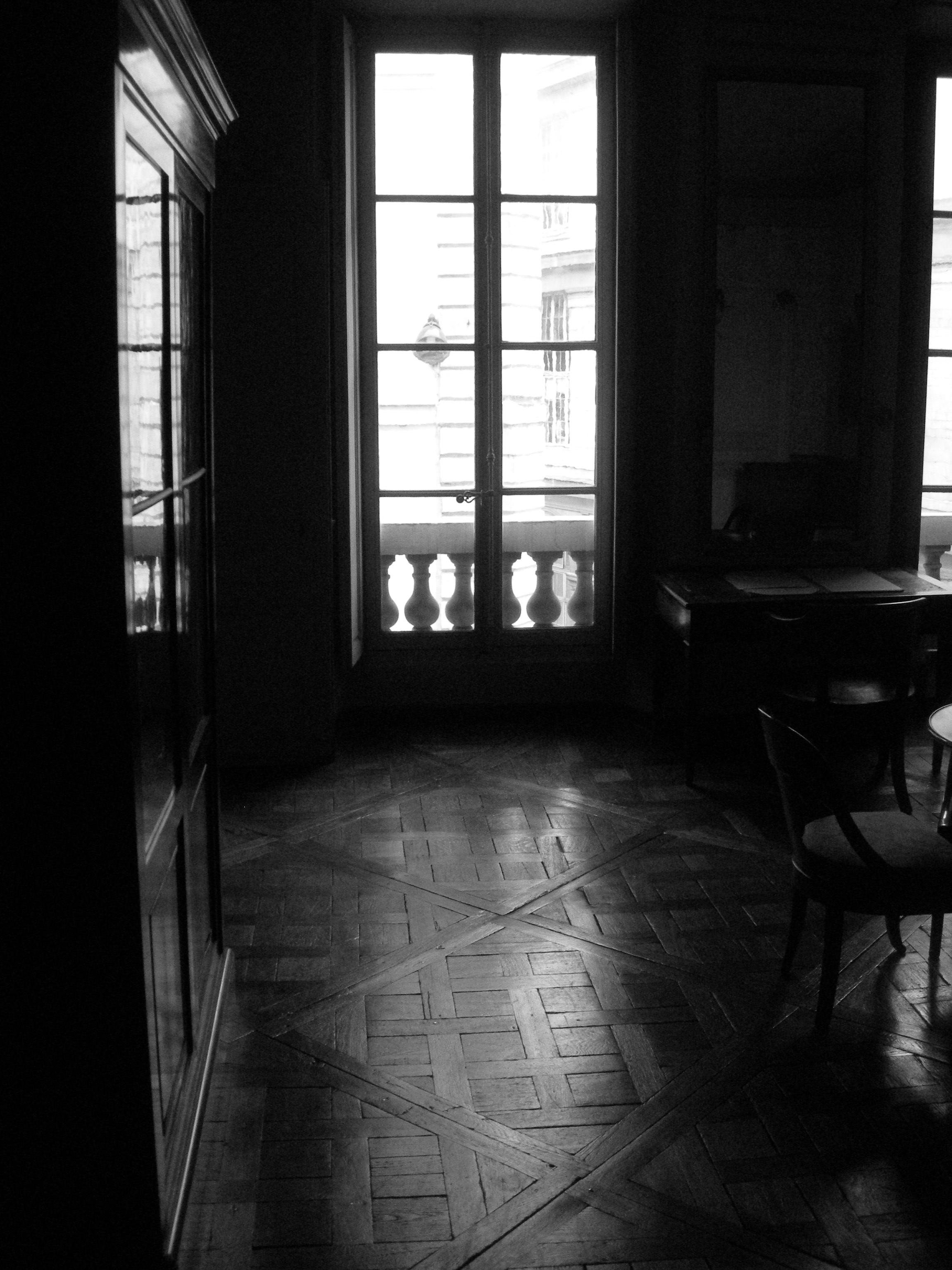
Intérieur de l'Appartement d'Auguste Comte (cabinet de travail)

Le no 10 de la rue Monsieur-le-Prince fut le douzième logement parisien d’Auguste Comte, au deuxième étage d’un immeuble construit à la fin du XVIIIe siècle dans un lotissement bâti après la construction du théâtre de l’Odéon en 1782, sur le terrain de l’ancien hôtel de Condé. Auguste Comte occupa cet appartement entre la seconde moitié du mois de juillet 1841 et septembre 1857. Il y emménagea avec sa femme, Caroline, en tant que simple locataire. Celle-ci ne resta qu’un an dans l’appartement puisque le couple se sépara à l’été 1842. C’est ici qu’il a rédigé la fin du Cours de philosophie positive et inventé la sociologie, qu’il créa la société positiviste en mars 1848, qu’il inventa le culte de l’Humanité et administra les premiers sacrements de sa nouvelle religion. C’est ici également qu’il recevait ses visiteurs et disciples ainsi que le grand amour de sa vie, Clotilde de Vaux (1815-1846), qui est venue plusieurs fois lui rendre visite.
Son attachement à l’appartement de la rue Monsieur-le-Prince, le « domicile sacré », ne se démentira jamais. Menacé d’expulsion pour loyers non payés, Comte ne put cependant se résoudre à quitter ce bel appartement de 165 m2. Il se serait toutefois résigné à le quitter s'il avait pu conserver son mobilier afin d’être en mesure, dans un autre lieu, de pratiquer son « culte intime ». Toutefois, son propriétaire, à qui Comte devait tout de même près d’un an de loyer, consentit à le laisser vivre dans son appartement et se fia à son prestigieux locataire pour trouver les moyens de régler ses arriérés de loyer : « il me laisse ce saint domicile » confie-t-il, soulagé, à son disciple le plus proche, Pierre Laffitte (1823-1903). Dans une circulaire adressée à ses disciples positivistes qui le soutiennent financièrement grâce à leurs dons, Comte leur expliqua son attachement à son domicile de la rue Monsieur-le-Prince : c’est entre ces « saintes murailles », qu’il a achevé le Cours de philosophie positive, inventé la sociologie et qu’il a entamé sa régénération spirituelle et morale. Son loyer était particulièrement élevé à l’époque (1 600 francs) et Comte exhorta et convainquit les positivistes à « comprendre la puissance philosophique des images et des sentiments que ces murs (lui) rappellent ». Le philosophe put ainsi, grâce à eux, rester dans l’appartement.
Le domicile de Comte fut, conformément à ses souhaits, conservé par une exécution testamentaire, constituée de treize de ses disciples, après sa mort le 5 septembre 1857. Le testament rédigé par Comte en 1855 confère à l'appartement qu'il habite un caractère sacré. Non seulement, les reliques de Clotilde de Vaux devront être conservées comme un « trésor sacré » mais il demande également à ce que l'on respecte « la distribution générale » de sa bibliothèque. L'appartement devra rester le siège de la « Société positiviste » et devra continuer d'être gardé par Sophie Bliaux, sa domestique, éminente prolétaire dont Comte avait fait sa fille adoptive. L'appartement devait servir d'église provisoire pour la Religion de l'Humanité, « dont les rites continueront de s'y célébrer jusqu'à l’avènement d'un temple spécial ».

### L’héritage positiviste (1857-1927)[2]
Caroline Comte (née Massin), la veuve du philosophe, contesta la validité du testament qui la déshéritait complètement ; elle fit mettre les scellés sur l’appartement et mit aux enchères tout le mobilier qui s’y trouvait. Les manuscrits d’Auguste Comte furent quant à eux déposés chez un notaire. Pierre Laffitte et les positivistes rachetèrent tout l’ensemble lors de la vente aux enchères, y compris les ouvrages du philosophe et le « fonds typographique » de 4 000 volumes. Ils reprirent le loyer de l’appartement, reconstituèrent le « domicile sacré » et continuèrent à y loger, selon la volonté de Comte, Sophie Bliaux. Ils gardèrent le « domicile sacré », qui fut le siège de la Société positiviste jusqu’au début du XXe siècle et le lieu de rassemblement des admirateurs de Comte. Les positivistes, grâce au subside, continuèrent pendant près de quarante ans, à payer le loyer de l’appartement. Lors du décès du propriétaire de l’immeuble, en 1893, Pierre Laffitte créa, avec les autres exécuteurs testamentaires, une Société civile immobilière à son nom et acheta, avec l’aide des autres disciples et d’emprunts, le bâtiment tout entier. Ils assuraient ainsi la conservation pérenne de l’appartement d’Auguste Comte. Malgré de nombreux schismes en son sein, le mouvement maintint une certaine vigueur (à défaut d’unité) jusqu’à la mort de Pierre Laffitte en 1903.

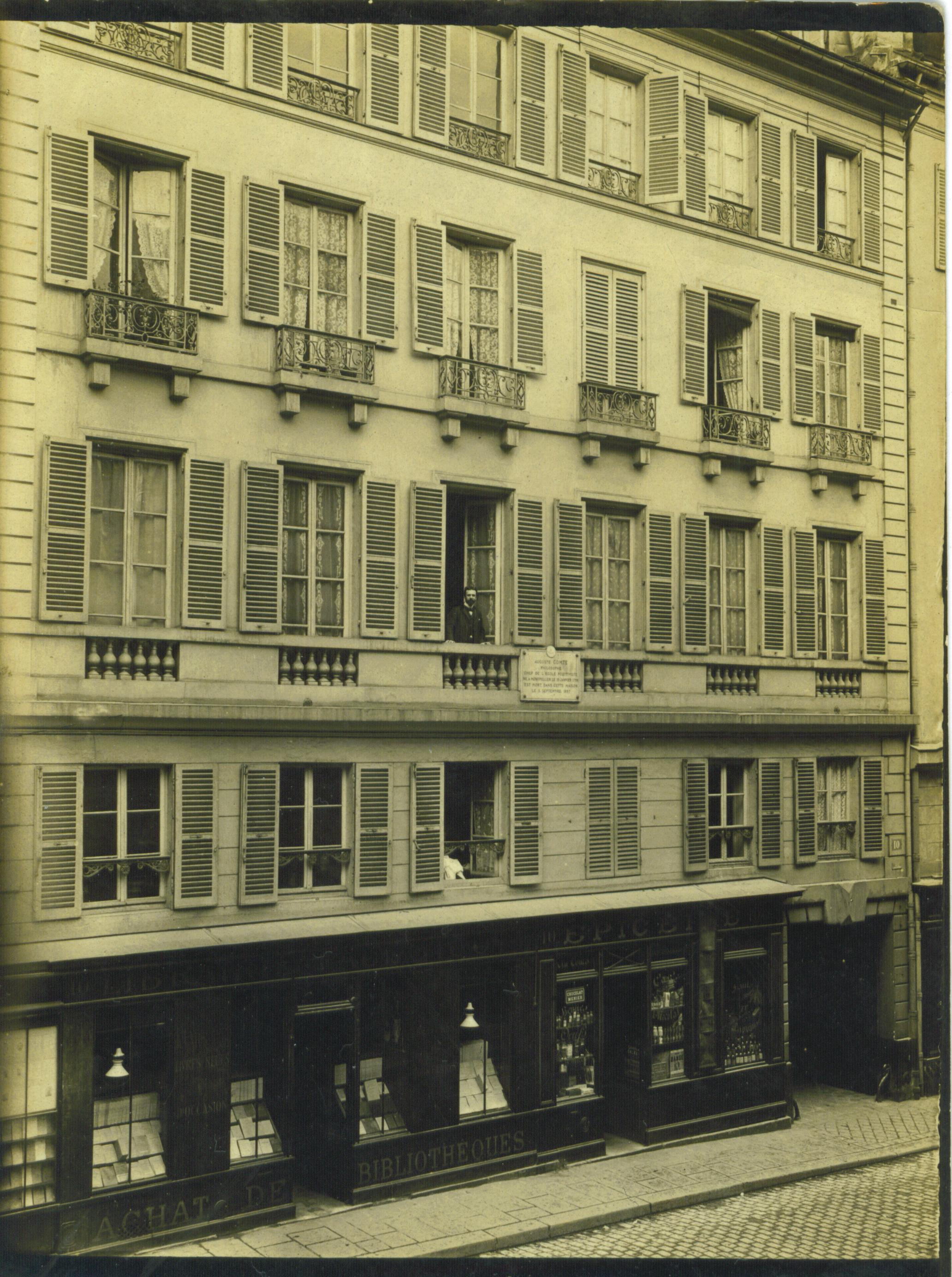
Façade de l'immeuble du 10, rue Monsieur le Prince (années 1910)

En 1905, Emile Corra (1848-1934) rompt définitivement l’unité du positivisme français et fonde la Société positiviste internationale. Il s’installe, avec ses partisans, 2 rue Antoine Dubois, juste à côté de la rue Monsieur-le-Prince. Charles Jeannolle (1842-1914), le successeur de Laffitte à la tête du groupe positiviste depuis 1903, se replie, quant à lui sur l’appartement d’Auguste Comte dont il reste propriétaire en tant que gérant de la société civile immobilière, et dont il interdit l’accès à tout groupe positiviste dissident. Après la Première Guerre mondiale, il n’y a plus de ressources financières pour entretenir l’immeuble dont l’état se détériore rapidement. L’« appartement sacré », laissé à l’abandon, n’est plus ouvert à qui que ce soit et les archives se trouvent dans le plus complet désordre. De plus, l’immeuble est menacé de destruction par l’engagement de travaux dans la rue Monsieur-le-Prince et son avenir s’assombrit.

### L'arrivée de Paulo Carneiro (1927-1954)[2]
C’est l’arrivée à Paris, en 1927, d’un jeune universitaire brésilien, Paulo Carneiro, devenu ensuite délégué permanent du Brésil à l’UNESCO, qui va bouleverser le destin de la Maison d’Auguste Comte. Une fois obtenu le classement de la Maison d’Auguste Comte comme monument historique et la menace de destruction de l’immeuble ainsi écartée en 1928, Paulo Carneiro pouvait dès lors se consacrer pleinement à la conservation et à la restauration de l’appartement du fondateur du positivisme. Ayant découvert l’inventaire fait à la mort d’Auguste Comte en 1857, Carneiro souhaite rendre à l’appartement de Comte son caractère d’origine et en faire avant tout un lieu de mémoire et de pèlerinage. Il va mettre des années, après la Seconde Guerre mondiale, pour restaurer le mobilier, les murs et les tapisseries, d’après les mêmes dessins et par les mêmes maisons lyonnaises qui les avaient posées en 1842. En 1953, Carneiro achève la restauration des papiers peints et meubles, juste avant de fonder, en 1954, l’Association « La Maison d’Auguste Comte » grâce au rachat, en grande partie sur ses fonds personnels, des parts de la Société civile immobilière.

## L’appartement-musée (1954-2018)

### L'Appartement devient un musée: l'ère Paulo Carneiro (1954-1982)[2],[9]
Les premiers statuts de l’Association sont très clairs concernant l’établissement de l’appartement en tant que musée : « La Maison d’Auguste Comte (…) aura notamment pour objet (…) de tenir ouvert au public l’appartement du philosophe où doit être maintenu un musée consacré à ses travaux et à sa vie ». Elle se donnait pour buts, non seulement de conserver la demeure du philosophe et d'en faire un musée, mais également d'« établir un centre de documentation sur la vie et l'œuvre du fondateur du positivisme, sur le rayonnement de la pensée et sur l'histoire des mouvements philosophiques et religieux qu'elle a inspirés ». Avant d’être plus régulièrement ouverte au public, la Maison d’Auguste Comte a longtemps été un lieu de conservation et de mémoire, finalement assez confidentiel et peu visité. Il n’est alors pas question d’ouvertures et de visites régulières. Carneiro parle bien de « visiteurs » mais il s’agit exclusivement d’admirateurs du philosophe. Les premiers registres de visiteurs remontent à 1913 mais les visites étaient peu nombreuses, certainement du fait de l’état catastrophique de la Maison à l’époque.
L’investissement sera colossal : « Les frais se sont montés à un million de francs français, mais l’appartement pourra traverser un siècle en bon état ». Carneiro installe en outre, dans l’entrée-vestibule de l’appartement, des vitrines dans lesquelles divers objets et fac-similés de manuscrits sont exposés. À cette époque, c’est un Brésilien, Augusto d’Araujo Goncalves, qui est officiellement le conservateur du musée. En poste depuis le milieu des années 1930, il restera conservateur jusqu’au début des années 1960. En 1962, Carneiro, se confiant à Ivan Lins, trouve la situation de l’appartement « tout à fait satisfaisante » ; en réalité, comme il le souligne quelques années plus tard, « les loyers que payent les anciens locataires et l’École pratique des hautes études sont dérisoires » et Carneiro est obligé de prendre à ses frais une grande partie des travaux d’entretien, aidé par sa famille et quelques coreligionnaires brésiliens. Carneiro restaure à nouveau les papiers peints en 1964-1965, notamment dans le bureau et la salle à manger. Il semble, d’après les registres, que Paulo Carneiro se chargeait souvent lui-même de faire visiter la « Kaaba » positiviste aux curieux. Les visites du musée, quant à elles, ne sont pas encore fixées régulièrement. Elles s’effectuent sur demande. Dinaru Cantemir, le responsable du musée, et Carneiro, tiennent un registre de visites régulier qui se transforme peu à peu en livre d’or dans lequel les visiteurs sont invités à laisser leur impression.
En 1968, la maison d’Auguste Comte élargit son public en ouvrant ses portes à quiconque en fera la demande. En même temps, l'Association fondée par Carneiro s'ouvrait largement au-delà de ses membres fondateurs, à partir de 1970, aux universitaires et chercheurs en sciences sociales. C'est ainsi qu’il noua, dès les premières années d’existence de l’association, des relations étroites avec l’École des hautes études en sciences sociales. Dès le commencement, il avait offert des bureaux de l'immeuble pour y accueillir les laboratoires des chercheurs de l'École. Soucieux de garantir la survie de l'association, qui n'avait pas les moyens financiers d’entretenir l'immeuble, il souhaitait en effet qu'un accord soit trouvé avec cette École pour lui en confier, sinon la propriété, du moins la gestion. Ce rattachement de l'association à un organisme public voué aux sciences sociales devait ainsi conforter sa mission. Mais ce projet, qui tenait à cœur à Paulo Carneiro, ne put être mené à bien avant sa mort en 1982. Il fallut attendre l'année 1991 pour que l'action déterminée de Charles Morazé aboutisse à la signature d'un bail emphytéotique d'une durée de soixante ans avec l'EHESS.

### La Maison d'Auguste Comte depuis 1982
Les années 1990 permettent au musée de retrouver un certain dynamisme. Le musée participe depuis 1996 aux Journées du patrimoine, ce qui permet à un public non averti mais curieux de faire la connaissance de l’appartement. Une nouvelle réfection des papiers peints entre 1996 et 1998 achève de rafraîchir l’intérieur de l’appartement. Le colloque du bicentenaire de la naissance d’Auguste Comte, en 1998, est l’occasion d’une nouvelle réfection des vitrines qui resteront dans le même état pendant plus de quinze ans.
En 2008, le musée adhère à la « Fédération des maisons d’écrivain et patrimoines littéraires ». L’installation électrique est refaite et les visites de plus en plus nombreuses, notamment lors des Journées européennes du patrimoine qui assurent à l’appartement un succès croissant. En 2011, le musée est une des premières maisons d’écrivain à recevoir l’appellation « Maison des illustres », nouveau label créé par le ministère de la Culture. Il ouvre pour la première fois en 2014 à l’occasion de la  Nuit européennes des musées, juste après les derniers changements muséographiques. Ce n’est que dans les années 2000 que le musée ouvre ses portes un après-midi par semaine. Le samedi d’abord, puis le mercredi. Le nombre de visiteurs augmente constamment depuis quelques années et un public toujours plus nombreux vient découvrir l’appartement d’Auguste Comte, accessible désormais deux jours par semaine (le mardi et le mercredi) et sur demande au public.
Depuis 2017, une programmation culturelle a été instaurée à la Maison d'Auguste Comte. Cafés philo, concerts, pièces de théâtre, visites thématiques et conférences s'y succèdent régulièrement. L'appartement accueille également des expositions et installations d'artistes et de photographes contemporains.

## Descriptif de l’appartement[15]

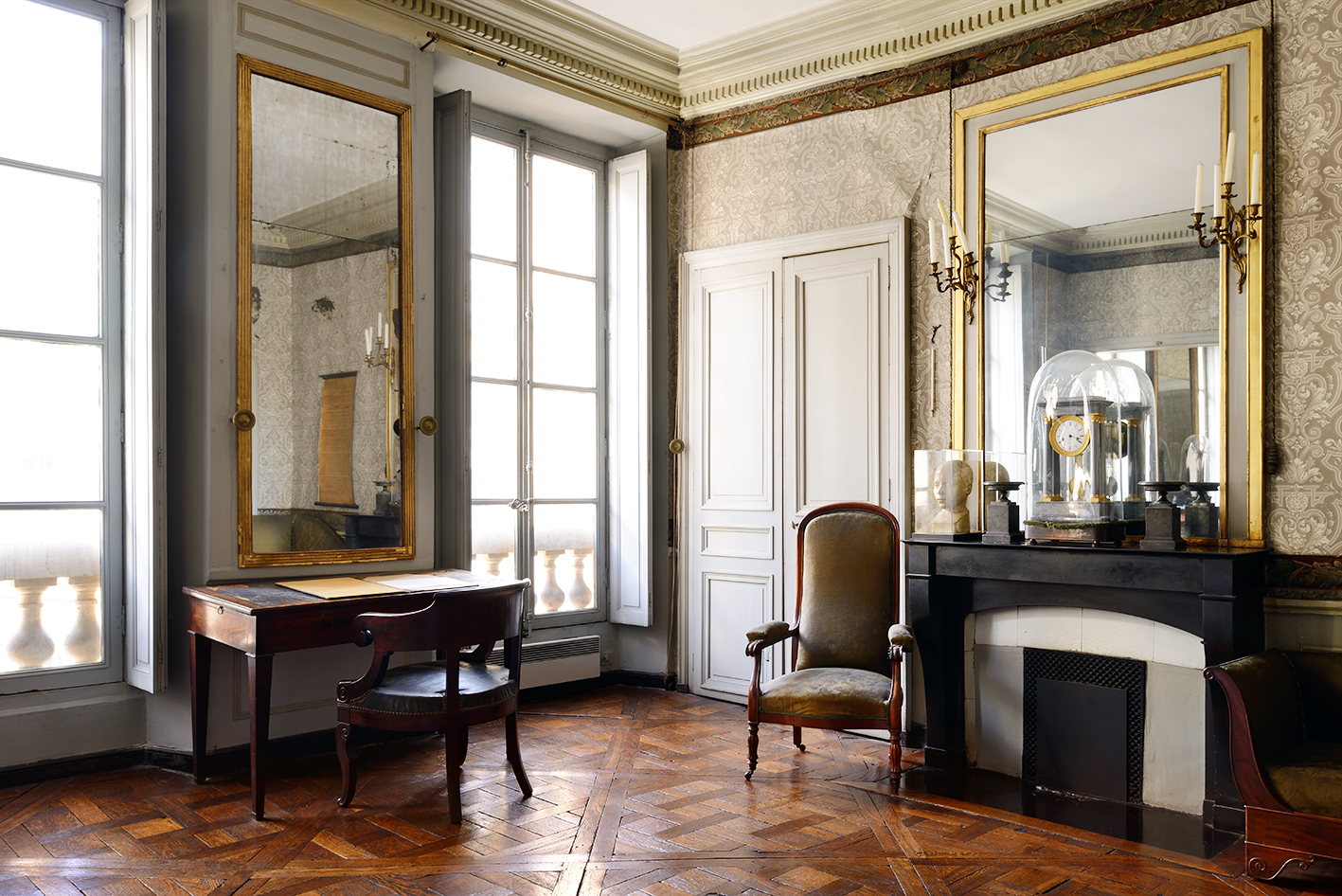
Cabinet de Travail - Maison d'Auguste Comte

Il est de style empire. Les parquets sont en point de Hongrie (salle à manger) et Versailles (Salon et cabinet de travail). Le Papier peint a été refait à l’identique. Les Tomettes sont d’origine ainsi que le Mobilier et les objets exposés.
- L’entrée : Carrelée en pierre de liais, avec un poêle en faïence.
- La cuisine et l’office : la cuisine, donnant sur le vestibule, a gardé son fourneau et sa cheminée, à nouveau visibles dans leur état d’origine depuis 2014. Une cloison vitrée sépare la cuisine d’une petite pièce, l’office, qui servait de logement à la domestique, Sophie Bliaux, qui joua un rôle important dans la vie de Comte et lui resta fidèle jusqu’à sa mort.
- La salle à manger : Elle n’a pas changé. Les dix chaises en bois d’acajou, recouverts d’Utrecht rouge, la table à manger ronde et le buffet étagère en bois d’acajou ont été achetés par Comte lui-même. La petite balance en cuivre qui lui servait à peser ses aliments se trouve toujours en place sur la cheminée en marbre noir.
- Le salon : Dans le salon, un portrait de Clotilde de Vaux réalisé par le peintre Etex, a été suspendu juste au-dessus du fauteuil en bois d’acajou sur lequel elle s’asseyait lors de sa visite hebdomadaire. Disciples et successeurs n’ont pas voulu toucher à cet objet devenu sacré. Dans ce salon, du temps d’Auguste Comte et Pierre Laffitte eurent lieu, en outre, les sacrements de la Religion de l’Humanité : baptême, mariage, initiation, présentation...
- Le cabinet de travail : Cette pièce abrite le bureau en bois, recouvert de basane, sur lequel Comte conçut son deuxième grand ouvrage, le Système de politique positive. Il recevait dans cette pièce les membres de la Société Positiviste, créée en 1848. Les deux bibliothèques contiennent les livres personnels du philosophe: Descartes, Shakespeare, Buffon, Cervantès, Dante, Bossuet notamment. L’une est consacrée à la science et à la médecine et l’autre à la poésie et à la philosophie. Il travaillait devant une glace et, disait-il, était inspiré par ses trois anges : sa mère Rosalie Boyer, Clotilde de Vaux et Sophie Bliaux. Sur la cheminée, une tête phrénologique indiquant les fonctions des parties du cerveau selon la doctrine du médecin Franz Joseph Gall que Comte admirait.
- Le couloir et la salle des portraits : On passe ensuite par un couloir orné, depuis 2014, de quatre grandes tentures consacrées à quelques grandes figures liées au positivisme : Mill, Gambetta, Ferry et Clemenceau. Maintenant consacrée au rayonnement du positivisme dans le monde, une salle intermédiaire, qui fut probablement la chambre de Caroline Comte lors de son court séjour rue Monsieur-le-Prince. De nombreux portraits de disciples positivistes de tous les pays occupent les murs. Enfin, un drapeau du Brésil, sur lequel figure la devise comtiste « Ordre et progrès » traduite en portugais (« Ordem e progresso ») rappelle les liens ténus existant entre la doctrine positiviste et ce grand pays d’Amérique Latine.
- La salle de cours : C’est ici que le philosophe donnait ses cours particuliers de mathématiques. Le tableau noir sur lequel il officiait a été conservé en l’état. Les globes terrestre et céleste sont d’origine et illustrent parfaitement son grand intérêt pour l’astronomie. Cette salle rappelle la vocation d’enseignant d’Auguste Comte, qui a été un professeur toute sa vie. Des affiches de l’Union positiviste pour le culte de l’humanité annonçant fêtes positivistes et conférences d’enseignement populaire, sont visibles dans cette pièce, sur le mur opposé, depuis la rénovation du musée en 2014.
- La chambre à coucher : Il s’agit de la dernière pièce de l’appartement. Le lit d’Auguste Comte est niché dans une alcôve avec deux rideaux jaunes. On peut aussi voir le secrétaire et la corbeille de fleurs artificielles offerte par Clotilde de Vaux. Depuis 2014 figure également la redingote d’Auguste Comte, restaurée et en bon état. Le seul vêtement du philosophe conservé depuis sa mort. C’est dans sa chambre qu’est mort Auguste Comte le 5 septembre 1857, probablement d’un cancer à l’estomac.